# جل ناشي
جل ناشيهي إحدى القرى اللبنانية من قرى قضاء جزين في محافظة الجنوب.